# Congresso da Confederação
O Congresso da Confederação ou Congresso Conjunto dos Estados Unidos foi um governo dos Estados Unidos da América que decorreu de 1° de março de 1781 até ao governo sob a Constituição se tornar operacional em 4 de março de 1789. Esta instituição, que reunia os delegados dos parlamentos dos Estados, foi a sucessora directa do Segundo Congresso Continental.
Foi estabelecida após a derrota inglesa na Batalha de Yorktown (1781), que abriu caminho às últimas fases da Revolução Americana.
Os membros do Segundo Congresso Continental foram transferidos automaticamente para o Congresso da Confederação.
No total houve 10 sessões com duração média de 6 meses cada, entre 1781 e 1789. As reuniões decorriam em várias cidades das Treze Colónias, como Filadélfia, Nova Iorque, ou Annapolis.